# آنتون موروسانی
آنتون موروسانی (انگلیسی: Anton Morosani; ۲۰ ژوئن ۱۹۰۷ – ۸ ژوئن ۱۹۹۳) بازیکن هاکی روی یخ اهل سوئیس بود.